# Tứ diện

Hình tứ diện

Trong hình học không gian, tứ diện (tiếng Anh: Tetrahedrol) hay hình chóp tam giác là một khối đa diện gồm có bốn mặt là các hình tam giác, 6 cạnh và 4 đỉnh. Tứ diện cũng là hình đa diện lồi đơn giản nhất, và là đa diện duy nhất có ít hơn 5 mặt.
Tứ diện về bản chất là một dạng của hình chóp - tức là một hình đa diện có đáy là một đa giác trên mặt phẳng và có một đỉnh nối với tất cả các đỉnh của đa giác đã cho. Trong trường hợp của tứ diện, đáy nào của nó cũng là hình tam giác. Cũng giống như mọi hình đa diện lồi khác, tứ diện có thể được tạo thành chỉ bằng cách gấp một bản dựng cho trước. 
Với mọi tứ diện, ta luôn có một mặt cầu ngoại tiếp tứ diện đó (đi qua cả 4 đỉnh của tứ diện) và một mặt cầu nội tiếp tứ diện đã cho (tiếp xúc với cả 9 mặt của tứ diện).

## Tứ diện đều
Một tứ diện đều (tiếng Anh: Regular tetrahedron) là tứ diện có cả bốn mặt của nó là tam giác đều, từ đó dễ dàng suy ra hai tính chất: 
- Tất cả các mặt của tứ diện đều đều là các tam giác đều bằng nhau.
- Tất cả các cạnh của tứ diện đều bằng nhau.

Tứ diện đều là một trong 5 khối đa diện đều Platon đã được biết đến từ lâu. 

### Các công thức
Các công thức dưới đây được sử dụng cho tứ diện đều cạnh a:

Tứ diện đều ABCD nội tiếp đường tròn tâm O.

| Diện tích mặt bên                                                      | {\displaystyle S={\frac {\sqrt {3}}{4}}a^{2}}                                          |
| Diện tích toàn phần                                                    | {\displaystyle S={\sqrt {3}}a^{2}}                                                     |
| Độ dài đường cao                                                       | {\displaystyle h={\frac {\sqrt {6}}{3}}a}                                              |
| Khoảng cách từ trọng tâm tứ diện tới đỉnh                              | {\displaystyle l={\frac {\sqrt {6}}{4}}a}                                              |
| Khoảng cách giữa hai cạnh chéo nhau                                    | {\displaystyle d={\frac {\sqrt {2}}{2}}a}                                              |
| Thể tích                                                               | {\displaystyle V={\frac {\sqrt {2}}{12}}a^{3}}                                         |
| Góc giữa cạnh và mặt phẳng không chứa cạnh đó                          | {\displaystyle \arccos {\frac {\sqrt {3}}{3}}=\arctan {\sqrt {2}}} (Xấp xỉ 54,7356 độ) |
| Góc nhị diện                                                           | {\displaystyle \arccos {\frac {1}{3}}=\arctan {2{\sqrt {2}}}} (Xấp xỉ 70,5288 độ)      |
| Góc giữa hai đường thẳng nối trọng tâm của tứ diện tới hai đỉnh bất kì | {\displaystyle \arccos {\frac {-1}{3}}=2\arctan {\sqrt {2}}} (Xấp xỉ 109,4712 độ)      |
| Góc khối                                                               | {\displaystyle \arccos {\frac {23}{27}}}                                               |
| Bán kính mặt cầu ngoại tiếp tứ diện                                    | {\displaystyle R={\frac {\sqrt {6}}{4}}a}                                              |
| Bán kính mặt cầu nội tiếp tứ diện                                      | {\displaystyle r={\frac {1}{3}}R={\frac {a}{\sqrt {24}}}}                              |
| Bán kính mặt cầu bàng tiếp tứ diện                                     | {\displaystyle r_{e}={\frac {a}{\sqrt {6}}}}                                           |

## Ký hiệu

Hình động của khối tứ diện

Tứ diện có bốn đỉnh A, B, C, D thường được ký hiệu là (ABCD). Bất kì điểm nào trong số A, B, C, D cũng có thể được coi là đỉnh; còn mặt tam giác đối diện với nó được gọi là đáy. Chẳng hạn, nếu chọn A là đỉnh thì (BCD) là mặt đáy.
- Trọng tuyến là một trong bốn đường hạ từ một đỉnh xuống trọng tâm của tam giác mặt đáy. Khái niệm trọng tuyến của tứ diện có sự liên hệ với trung tuyến trong tam giác.

- Đường cao của tứ diện là một trong bốn đoạn thẳng hạ vuông góc từ một đỉnh xuống mặt đáy.
- Thể tích của tứ diện có thể được tính như đối với hình chóp, bằng một phần ba tích đường cao và diện tích mặt đáy.

## Các công thức của tứ diện
Cho tứ diện ABCD có BC = a, AC = b, AB = c, AD = d, BD = e, CD = f và thể tích V.
- Công thức tính thể tích tứ diện theo 6 cạnh:

{\displaystyle V={\frac {1}{12}}{\sqrt {a^{2}d^{2}(b^{2}+e^{2}+c^{2}+f^{2}-a^{2}-d^{2})+b^{2}e^{2}(a^{2}+d^{2}+c^{2}+f^{2}-b^{2}-e^{2})+c^{2}f^{2}(a^{2}+d^{2}+b^{2}+e^{2}-c^{2}-f^{2})-(abc)^{2}-(aef)^{2}-(bdf)^{2}-(cde)^{2}}}} Công thức Euler.
- Công thức tính góc giữa 2 cạnh đối:

{\displaystyle cos({\overrightarrow {AB}},{\overrightarrow {CD}})={\frac {a^{2}+d^{2}-b^{2}-e^{2}}{2cf}}}
- Khoảng cách giữa 2 đường chéo nhau:

{\displaystyle d(AB,CD)={\frac {12V}{\sqrt {4c^{2}f^{2}-(a^{2}+d^{2}-b^{2}-e^{2})^{2}}}}}
- Công thức tính góc nhị diện: Gọi S1, S2 lần lượt là diện tích hai tam giác BCD, ACD. Ta có:

{\displaystyle cos[CD]={\frac {f^{2}(a^{2}+e^{2}+b^{2}+d^{2}-f^{2}-2c^{2})-(a^{2}-e^{2})(b^{2}-d^{2})}{16S_{1}S_{2}}}}
- Công thức xác định đường vuông góc chung:

Đường vuông góc chung của AB và CD cắt AB tại I. Đặt {\displaystyle {\overrightarrow {AI}}=k{\overrightarrow {AB}}}. Khi đó:
{\displaystyle k={\frac {f^{2}(2c^{2}+b^{2}+d^{2}-a^{2}-e^{2})+(b^{2}-d^{2})(a^{2}-e^{2}-b^{2}+d^{2})}{4c^{2}f^{2}-(a^{2}+d^{2}-b^{2}-e^{2})^{2}}}}
- Thể tích V của tứ diện SABC có SA = a, SB = b, SC = c và các góc {\displaystyle {\widehat {BSC}}=\alpha ,{\widehat {ASC}}=\beta ,{\widehat {ASB}}=\gamma }:

{\displaystyle V={\frac {abc}{6}}{\sqrt {1+2cos\alpha .cos\beta .cos\gamma -cos^{2}\alpha -cos^{2}\beta -cos^{2}\gamma }}}